# Gerald Charles Dickens
Sir Gerald Louis Charles Dickens (Londra, 13 ottobre 1879 – Londra, 19 novembre 1962) è stato un ammiraglio inglese.

## Biografia
Era figlio di Henry Fielding Dickens, e di sua moglie, Marie Roche. Era il nipote di Charles Dickens.
Sposò Kathlen Pearl Birch ed ebbe tre figli tra cui Peter e Claud.

## Carriera
Studiò nel collegio navale HMS Britannia a Dartmouth nel 1894, dopo l'istruzione preparatoria a Stubbington House School. Dickens servì sulla HMS Blake (1896-1897) e sulla HMS Eclipse (1897-1899). È stato promosso sottotenente di vascello nel 1899, e nello stesso anno ha servito a bordo della HMS Cleopatra prima del trasferimento al Royal Naval College di Greenwich. Ha continuato a servire su HMS Griffon e HMS Desperate (1900-1901).

### Prima guerra mondiale
Promosso tenente il 1 gennaio 1902, allo scoppio della prima guerra mondiale nel 1914, comandò HMS Harpy nella Mediterranean Fleet (1913-1915); combatté a Gallipoli nel 1915. È stato nominato Comandante in Capo, Mediterranean Fleet (1917-1918), e divenne un capitano nel 1919.
Dickens è stato nominato alla Direzione del personale dell'Imperial Defence College (1926-1929), e comandò HMS Repulse (1929-1931). Era un aiutante di campo navale di Giorgio V (1931-1932) ed è stato promosso a Contrammiraglio nel 1932. È stato il direttore della Naval Intelligence Division (1932-1935) ed è stato promosso a vice ammiraglio nel 1936.
Nel 1940 è stato promosso ad ammiraglio.

### Seconda guerra mondiale
Durante la seconda guerra mondiale come addetto navale a L'Aia nel 1940, durante l'invasione tedesca. Durante questo periodo, i suoi sforzi sono stati essenziali nel forgiare un buon rapporto di lavoro tra la Royal Netherlands Navy e la Royal Navy.

## Morte
Morì il 19 novembre 1962, a Londra, a causa di un infarto e fu sepolto in mare dal HMS Kirkliston fuori Chatham.